# Rompo

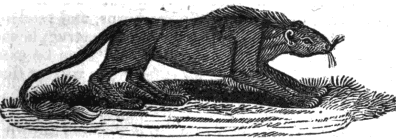
Rompo

El Rompo es una bestia mitológica con cabeza de liebre, orejas de humano, las patas delanteras de un tejón, y las patas traseras de un oso. Sólo se alimenta de cadáveres humanos y se dice que canturrea en voz baja mientras come. Las historias sobre el Rompo se encuentran en India y África.